# 兴国寺 (杭州)
杭州兴国寺位于浙江省杭州市余杭区，具体在杭州黄湖镇老虎山脚下，初始建立于明初，已有五百余年的历史。
东起莫干山，南起双溪漂流，历史悠久，在几经衰败和复兴，于文革期彻底损坏，如今在宗教界，各地护法居士的指导帮助下，兴国寺得以重建恢复。

## 寺院住持
释果德, 俗名代作权 于1989年于安徽省安庆市迎江寺上圣下寿法师剃度出家
1990-1992年在九华山百岁宫参学常住
　　1992年12月31日求受具足戒
　　1993年参学浙江省杭州市净慈寺常住
　　1995-1999年任杭州市净慈寺知客
　　2000年至今任杭州市黄湖镇兴国寺住持 期间2002-2007任余杭区佛教协会副会长
1. ↑  兴国寺. . 杭州兴国寺.   [2020-02-17]. （原始内容存档于2020-04-25）.
2. ↑  . www.hzxingguosi.cn.   [2020-02-17]. （原始内容存档于2020-02-17）.